# Glynn Pedersen
Glynn Pedersen (* 29. April 1981 in Thunder Bay) ist ein ehemaliger kanadisch-britischer Skispringer.

## Werdegang
Pedersen ging zunächst für Kanada an den Start und nahm 1999 an der Nordischen Ski-WM in Ramsau teil. Von der Großschanze belegte er den 52. und von der Normalschanze den 62. Platz. 2000 gab Pedersen seinen Wechsel nach Großbritannien bekannt.
Nach einjähriger Schutzsperre ging er im Sommer 2001 erstmals für Großbritannien an den Start. Sein bestes Ergebnis war ein siebter Platz in Calgary. Es sollte Pedersens bestes Ergebnis bleiben. Im Winter ging er hauptsächlich im Continental Cup an den Start. Dabei war ein 14. Platz in Ishpeming Pedersens größter Erfolg. Im Weltcup ging er auch mehrmals an den Start, überstand jedoch kein einziges Mal die Qualifikation. Pedersen nahm an den Olympischen Spielen 2002 in Salt Lake City teil, schaffte aber weder von der Groß- noch von der Normalschanze die Qualifikation.
Danach beendete Pedersen überraschend seine Karriere. Bis heute ist er der erfolgreichste britische Skispringer.